# MTA Műszaki Fizikai és Anyagtudományi Kutatóintézet
A KFKI Anyagtudományi Intézet (ATKI, 1975-1997) és a Műszaki Fizikai Kutatóintézet (MFKI, 1956-1998) több évtizedes együttműködését követően a Magyar Tudományos Akadémia Közgyűlési határozatát követően 1998. január 1-én jött létre az MTA Műszaki Fizikai és Anyagtudományi Kutatóintézet. Ezzel a KFKI telephelyen létrejött a hazai anyagtudományi, s ebben a félvezető, optikai, fémkutatások közös intézete.
Az intézetkonszolidáció levezénylésére Gyulai József professzor kapott megbízást, aki az igazgatói megbízását 1998 eleje és 2003 vége között töltötte be, ezt követően 2011-ig Bársony István követte őt az igazgatói székben.
A konszolidáció jelentős állományi lemorzsolódással kezdődött, a Fóti úti telephely dolgozói közül sokan nem vállalták a költözést, ráadásul az MFKI laborjai, témái közül néhány felszámolódott, átalakult, pl. kisvállalattá.
Az intézet feladatait ennek ellenére a korábbi intézetek kulcsterületeinek megtartásával az alábbi küldetés irányvonalában végezte:
• Komplex funkcionális anyagok és nanométeres méretű szerkezetek interdiszciplináris kutatása, fizikai, kémiai és biológiai elvek feltárása és alkalmazása integrált mikro- és nanorendszerekben valamint vizsgálati módszerek fejlesztésében.
• A megszerzett ismeretek közzététele, hasznosítása a graduális és posztgraduális képzésben, nemzetközi és hazai ipari K+F programokban, különös tekintettel a KKV igényekre.
A feladatokat az MFA hat fő kutatási területen, hat tudományos osztályon látta el:
- Mikrotechnológia Osztály
- Fotonika Osztály – Ellipszometria Laboratóriummal
- Kerámia és Nanokompozitok Osztály
- Komplex rendszerek Osztály
- Nanoszerkezetek Osztály
- Vékonyrétegfizikai Osztály

Az intézet fennállásának 14 éve alatt jelentős hazai és nemzetközi sikereket ért el. Az intézet 130-160 fővel működött, melynek jelentős része (70-90) minősített kutató volt. Az MFA kiemelkedő kapcsolat rendszerrel rendelkezett mind hazai mind nemzetközi téren egyetemekkel, kutatóintézetekkel és ipari partnerekkel. Ennek köszönhető hogy az évek során több tucat EU FP5 FP6 és FP7 programban és hazai alap és alkalmazott kutatási projektekben szerepelt sikerrel.
Az intézet 2001 óta ISO 9001:2001(2009) minőségügyi rendszert vezetett be a kutatási területek hatékony működésének szakszerű menedzselésére. 2010-ben pedig Közép-Európában egyedülálló laboratórium akkreditálására került sor: ISO 17025:2005 (NAT-1-1617/2010) minősítést kapott az Ellipszométeres laboratórium, roncsolásmentes anyagvizsgálatra.
Az MFA és jogelődjei is nagy hangsúlyt helyeztek a kutatási eredmények hasznosítására; az intézetben “született” cégek közül mára már több is nemzetközi sikereket ért el.: pl. Technoorg Linda, Semilab. Ugyancsak hangsúlyos szerepet kapott az oktatás támogatása: azon túlmenően hogy hat hazai egyetemmel és főiskolával oktatási együttműködési megállapodást kötött, az intézet úttörő kezdeményezéssel létrehozta és azóta is működteti a “Tanuljunk egymással” MFA nyári iskolát középiskolásoknak Archiválva 2014. július 24-i dátummal a Wayback Machine-ben.
Az intézet egy MTA Közgyűlési határozatot követően 2012. január 1-én integrálódott a 6 intézetből létrehozott MTA Természettudományi Kutatóközpontba, de tevékenységét továbbra is megszokott tudományterületeken a KFKI telephelyen végzi.